# Grozničnica
Grozničnica (šišak; lat. Scutellaria), kozmopolitski (ili gotovo kozmopolitski) rod korjenastih trajnica i polugrmova iz porodice usnača, dio potporodice Scutellarioideae. 
Na popisu je preko 460 vrsta, oko 130 u Rusiji, Sjevernom Kavkazu i Srednjoj Aziji. Status mnogih svojti na Kavkazu i Srednjoj Aziji tek treba potvrditi. U Hrvatskoj 7 vrsta (imena su im navedena na popisu uz njihove latinske nazive

## Vrste
Vidi Popis vrsta roda Scutellaria

## Sinonimi
- Anaspis Rech.f.; Notizbl. Bot. Gart. Berlin-Dahlem 15: 630 (1941)
- Cassida Ség.; Pl. Veron. 3: 130 (1754)
- Cruzia Phil.; Anales Univ. Chile 90: 558 (1895)
- Harlanlewisia Epling; Amer. J. Bot. 42: 436 (1955)
- Hastifolia Ehrh.; Beitr. Naturk. Verw. Wiss. 4: 148 (1789)
- Perilomia Kunth; Nov. Gen. Sp. [H. B. K.] 2: 326 (1818)
- Salazaria Torr.; Emory, Rep. U.S. Mex. Bound. 2(1): 133 (1859)
- Theresa Clos; Gay, Fl. Chil. 4: 496 (1849)